# Jânio Natal
Jânio Natal Andrade Borges (Belmonte, 25 de dezembro de 1953), mais conhecido como Jânio Natal, é um administrador, corretor de imóveis e político brasileiro.

## Biografia
Filho de Benedito Vinhas Borges e Lucy Andrade Borges, cursou o ensino primário em Belmonte e o secundário em Salvador. É formado em Educação Física pela Universidade Católica de Salvador. Entre 1976 e 1988 foi funcionário da Petrobrás, atuando como programador. Enquanto esteve na empresa, foi presidente do clube esportivo de funcionários, entre 1983 e 1989, e vice-presidente do sindicato, entre 1987 e 1988.
Em 1988 foi eleito vereador pelo município de Salvador. No entanto, como foi eleito deputado estadual em 1990, renunciou para assumir uma cadeira na Assembleia Legislativa da Bahia em 1991. Porém, elegendo-se prefeito do município de Belmonte nas eleições municipais de 1992, renunciou à vaga de deputado estadual para assumir o governo municipal em 1993, no qual permaneceu até 1996. Em 1998, foi eleito novamente deputado estadual, para seu segundo mandato, ao qual também renunciou quando foi eleito prefeito de Belmonte pela segunda vez, em 2000, onde permaneceu até 2004, quando foi eleito prefeito de Porto Seguro. Em 2010, foi eleito deputado federal e, em 2014, deputado estadual (terceiro mandato). Em 2016, foi eleito prefeito de Belmonte para um terceiro mandato mas renunciou no dia 1 de Janeiro de 2017 para continuar no mandato de Deputado Estadual, em seu lugar assumiu o vice-prefeito, seu irmão, Janival. Em 2018, foi reeleito para o quarto mandato na Assembleia Legislativa da Bahia. No dia 15 de novembro de 2020, foi eleito novamente prefeito de Porto Seguro com 28.366 votos (41,17%), assumindo o cargo em 1º de janeiro do ano seguinte. 